# Парада поноса у Москви
Парада поноса у Москви (руски - Московский Гей-Прайд) је фестивал који окупља лезбијке, гејеве, бисексуалце и трансродне особе (ЛГБТ). Планирано је да се одржава сваког маја, годишње од 2006. године у руској престоници Москви, али је забрањена од стране Градске управе Москве, на челу са градоначелником Јуријем Лушковим до 2010. године. Парада поноса 2006, 2007. и 2008. године била је праћена хомофобичним нападима, а 2009. године напади су избегнути јер је парада променила место дешавања у последњем тренутку. Организатори ових парада били су Николај Алексејев и Руски ЛГБТ пројект људских права Гејрусија.ру. У јуну 2012. године, судови у Москви донели су стогодишњу забрану параде поноса.

## Парада поноса у Москви 2006. године
Власти Москве су 2006. године забраниле параду поноса. Шеф безбедности Москве, Николај Куликов, изјавио је у интервјуу за радио станицу да ће конференција и фестивал Параде поноса бити забрањени због негативних ставова руског становништва према њему: "сви јавни изрази (од стране гејева и лезбијки) морају бити забрањене [...] Они крше наша права. Ми имамо своје традиције, многе верске групе су нам рекле да су против ове параде поноса." Главни муфтија централног духовног управљања Русије за муслимане, Талгат Таџхудин, заступао је насиље према било којим протестантима: "Параду не би требало дозволити, а ако и даље излазе на улице, онда их треба тући. Сексуалне мањине немају права зато што су прешли границу. Алтернативна сексуалност је злочин против Бога ". Руски православни верници су га подржавали у овим становима, изјавивши да је хомосексуалност "грех који уништава људска бића и осуђује их на духовну смрт".
Дана 27. маја, неколико десетина руских лезбијских, геј, бисексуалних и трансродних протестаната, у пратњи руских и страних подржаваоца, укључујући и чланове европског парламента и Волкера Бека, члана Бундестага, настојали су да одрже два узастопна протестна митинга након што је суд прихватио забрану градоначелника Јурија Лушкова за марш којим је планирано да тог дана обележе 13. годишњицу дискриминације хомосексуалности у Русији. Парада се одржала по плану, али је било неколико напада и на крају је је реаговала и полиција. Постојала су два главна сукоба, први је настао када су се активисти приближили гробници непознатог војника у близини Кремља, у покушају да положе венац. Према Хјуман рајтс вочу, на оба догађаја, стотине антигеј демонстраната, укључујући скинхеде и националисте, напали су активисте, многе су премлаћивали и ударали, док су бацали пројектиле и изговарали хомофобичне слогане. Полиција је закаснело интервенисала, нештитећи активисте, чиме је погоршавала насиље. Волкер Бек је био нападнут и рањен, а нападачи никада нису ухапшени. Према активисти Питеру Татчелу, "одмах нас је напало око 100 фашистичких насилника и верских фанатичара који су почели да нас гурају, ударају и шутирају". Међу повређеним учесницима били су немачки члан бундестага, Волкер Бек и Мерлин Холанд, унук Оскара Вајлда.
Руски ЛГБТ пројект људских права Гејрусија.ру је спонзорисао документарни филм који приказује догађаје који су се одвијали око прве параде поноса у Москви. Документарни филм "Парада поноса 06", чији је продуцент Николај Алексејев, представља живописни исказ борбе за слободом окупљања у Русији.

## Парада поноса у Москви 2007. године
Парада поноса у Москви 2007. године одржана је 27. маја. На конференцији за новинаре и на протесту испред Скупштине града присуствовало је неколико верних активиста, међу којима су били Марко Капато, Владимир Луксуриа, Питер Татчел, Волкер Бек, Ричард Фербра и поп дуо музичка група т.А.Т.у.. И овај пут, анти-геј екстремисти су направили насилне сукобе. По други пут, полиција није успела да заштити геј активисте. Италијанског посланика Марка Капата је ударио анти-геј активиста, а затим је Марко затворен када је затражио полицијску заштиту. Британски активиста Питер Татчел и руски геј лидер Николај Алексејев такође су били затворени. Татчел и Бек су добили ударце у лице од стране протестаната. Према Татчелу: "Полиција је стајала у близини и није учинила ништа. На крају су се умешали. Ухапшен сам док су моји нападачи ослобођени." Између осам и десет активиста ухапшено је због учешћа на митингу.
Цела Европа је осудила поступање власти око параде. Градоначелник Рима Валтер Велтрони рекао је: "Оно што се десило у Москви оставља вас без говора: да употребите или чак толеришете насиље против оних који мирно демонстрирају у циљу признавања њихових људских и грађанских права представља тужан знак". То је осудио и Бертранд Деланое, градоначелник Париза.
Парада је централни догађај у документарном филму Ј. Хика 2008. године "Исток/Запад - Секс & Политика", који прати организацију Параде и потискивање власти.

## Парада поноса у Москви 2008. године
Организатори су пријавили пет маршева на различитим локацијама сваког дана током маја, али је градоначелник Москве забранио свих 155 догађаја рекавши да ће "угрозити јавни ред и изазвати негативну реакцију код већине становништва". Председник Русије Дмитриј Медведев позвао је Префектура Централне административне области Москве и рекао му да одобри Параду поноса, али је овлашћење одбијено. Организатори су представили Европском суду за људска права, све забране маршева, након што су изгубили на руским судовима. Догађај је одржан у недељу 1. јуна на две локације: Прва, флешмоб протест који је окупио око тридесет активиста ЛГБТ-а који је водио Николај Алексејев испред кипа познатог руског музичког композитора Чајковског, а на другој су открили банер, са трећег спрата зграде испред градске скупштине Москве, на коме је писало "Права за гејеве и лезбијке. Хомофобија градоначелника Лушкова требало би да буде гоњена". Трик активиста је уродио плодом. Док су били у могућности да организују флешмоб протесте без опасности да их ико напада или да буду ухапшени на другој локацији, симболично су протестовали испред Градске скупштине и избегавали сукобе са демонстрантима.

## Парада поноса у Москви 2009. године је била домаћин првој Словенској паради поноса
Московска парада поноса 2009. године одржана је 16. маја 2009. године, истог дана када је било финале такмичења за песму Евровизије које се одржало у Москви, а уочи Међународног дана борбе против хомофобије. Парада је названа "Славенска парада поноса", јер је имала за циљ да промовише геј права и културу широм читавих словенских региона Европе. Група од 15 белоруских активиста коју је предводио Сергеј Андросенко, вођа Гејбелоруса, Питер Татчел и Анди Тајер били су једини странци који су учествовали у паради, сви остали активнисти вили су из Русије и Белорусије. Иако је московска влада имала историју одбијања захтева за одобрење таквих парада, било је речено да ће, као и претходних година, парада наставити да се одржава без обзира на све.
На крају, званичници Москве су ускратили одржавање параде, али је Николај Алексејев похвалио одлуку, узимајући у обзир ризик који се мора предузети "у супротном ће хомофоби и ауторитарци победити". Московски званичници су дали изјаве у вези са овим питањем, наводећи да ће се демонстранти третирати "тешко" и да ће се суочити са "тешким мерама" од стране полицијске службе. Протест је првобитно најављен да ће се одржати у Новопушкинском Скверу у центру Москве, али организатори су у последњем тренутку променили локацију на "Врапчева брда" у близини Московског државног универзитета, на популарном месту за свадбене фотографије како би се избегли напади као и претходних година.
Парада је имала мотом "Геј једнакост - Нема компромиса"; постављајући признавање истополних бракова. Активисти су ухапшени у року од неколико минута, док их је снимала телевизијска екипа, међу којима је и "Раша тудеј" (која се финансира из буџета), међу њима је ухапшен и Николај Алексејев и активиста за људска права Питер Татчел, који су узвикивали да "то показује да руски народ није слободан" и одвела их је полиција. Трупе ОМОНа су биле "непотребно насилне", рекао је Питер Татчел. У супротности са руским законом, активисти су били притворени преко ноћи. Белоруски активисти су ослобођени око 2 ујутро. Николај Алексејев је био задржан преко ноћи у затвору и био је саслушаван сатима.
Неке ЕУ амбасаде (Велика Британија, Шведска, Холандија, Финска), које су организатори позивали да надгледају догађаје на лицу места, закључили су да нису пронашли било какве основе за дипломатске акције. Активисти су то прокоментарисали: "То показује да је амбасадама ЕУ лакше да делују у мањим земљама као што је Летонија у којој је неколико амбасада ЕУ дало подршку, али што се тиче Русије, ствари су другачије".
Самуел Жбогар, министар спољних послова Словеније и председавајући Комитета министара Савета Европе, изразио је забринутост због акције против организатора Словенске параде поноса у Москви у истој ноћи: "Према установљеним судским праксама Европског суда за људска права, мирољубиве демонстрације не могу бити забрањене једноставно због постојања непријатељских ставова према активистима или узрока за које се залажу. Чињеница да ово није прва година када се таква ситуација развија, то је нешто чиме треба да се бави председавајући Комитета министара Савета Европе", закључено је у саопштењу. Николај Алексејев је писао премијеру Словеније у априлу 2009. године, тражећи од њега да реши проблеме са руским властима.

## Парада поноса у Москви 2010. године
Парада поноса у Москви 2010. године је одржана 29. маја 2010. године. Очекивано, Парада поноса је забрањена пети пут заредом. Група Гејрусија упутила је безуспешно жалбу на одлуку пред судом пре марта месеца. Организатори су се обратили страним амбасадама за политичку подршку, као што је био случај 2010. године у Вилњусу и Букурешту. "Обратили смо се амбасадорима држава ЕУ и амбасадорима Канаде, САД и Аустралије у Москви са захтевом да се одржи јавна акција на територији амбасаде", рекао је Алексејев.
Дана 27. маја 2010. године одржала се конференција за штампу, на конференцији су говорили Николај Алексејев, Николај Баев, Волкер Бек, Питер Татчел, Луис-Жорж Тин, Марија Ефременкова и Енди Тајер.

## Словенска парада поноса 2010. године
Активисти из Русије и Белорусије су 15. маја 2010. организовали другу Словенску параду поноса у Минску, Белорусија.

## Парада поноса у Москви 2011. године
Активисти су се понадали да ће 6. годишња парада поноса бити успешна. Европски суд за људска права 2010. казнио је Русију са 40.000 америчких долара за кршење и повреду људских права за одговоре од 2006. до 2008. године. С друге стране, нови градоначелник Москве Сергеј Собјањин одбио је петицију параде у фебруару и поновио свој став два дана пре параде 2011. године, 28. маја 2011. године. Организатор параде поноса Николај Алексејев одржао је догађај како је било и планирано. Парада је трајала само неколико минута пре него што је ултра-православна протестна група напала параду. Московска полиција ухапсила је преко 30 учесника, укључујући тројицу истакнутих активиста за геј права: Американце Дана Чоија и Енди Тајера; и француза Луис-Жоржа Тина.

## Погледи Јурија Лушкова
Јуриј Лушков, који је био градоначелник Москве док није смењен, до септембра 2010. године, из различитих разлога се доследно супротстављао геј парадама у главном граду. 2007. године привукао је међународну пажњу када је рекао за параду 2006. године: "Прошле године, Москва је била под непријатним притиском да санкционише геј параду, која се не може назвати ништа осим сатанског. [...] Нисмо дозволили да се тада парада организује, па је нећемо дозволити ни у будућности. " Кривио је групе, које је оптуживао да су примали грантове са Запада, због ширења онога што је називао "оваквом просветљеношћу" у Русији.. "Сматрамо да су неприхватљиве деструктивне секте и пропаганда истополне љубави", рекао је на покушаје промовисања геј права у Русији. Он се такође захвалио Алексију II, тадашњем патријарху Руске православне цркве, због његове подршке у забрани Параде поноса 2006. године. Као одговор, организатори параде поноса су тужили Лушкова за клевету. Николај Баев и Николај Алексејев затражили су повлачење изјаве да је парада "сатанистичка" и захтевали 2.000 рубаља (око 80 долара) као накнаду штете. Градски суд у Москви донео је одлуку 11. октобра у корист Лушкова. Одлука је гласила да Лушков "није лично нападао Алексејева и Баева, већ само геј параду уопште, и такође да је Лушков изражавао лично мишљење". Организатори су планирали да уложе жалбу Европском суду за људска права.
На међународној конференцији о АИДС-у у Москви 2008. године, Лушков је рекао да ће бити упоран у забрањивању параде поноса, како би спречио ширење ХИВ/АИДС-а. Он је прокоментарисао: "Забранили смо и наставићемо да забрањујемо ову пропаганду од стране сексуалних мањина, јер би они могли да буду један од фактора у ширењу ХИВа [...] Неки од домаћих демократа верују да сексуалне мањине могу бити примарни индикатор и симбол демократије, али ми ћемо забранити ширење ових мишљења и у будућности".
Лушков је због свог става добио подршку различитих верских група, укључујући Руску православну цркву, главног рабина Берла Лазара и муслиманског великог муфтију Талгата Таџухдина.

## Погледи активиста

### Права додељена руским Уставом
Активисти се позивају на своје уставно/грађанско право на слободу говора и слободу окупљања. Оба права се налазе у Уставу Русије (поглавље два, чл. 29 и 31), као и у Европској конвенцији о људским правима (поглавље 005, чл. 10 и 11), који је ратификовала Руска Федерација 1998. године. Оба права се декларишу као људска права у Универзалној декларацији о људским правима (чланови 19 и 20).

### Пресуда коју је изрекао Европски суд за људска права
После параде поноса у Варшави, Пољска, локално позната као Парада једнакости, коју је забранио тадашњи Градоначелник града, Лех Качињски, организатори те параде представили су случај пред Европским судом за људска права у Стразбуру. Пољска, коју је заступао Лех Качињски, међутим, је проглашена кривом од стране Европског суда за људска права због кршења основних људских права, као што је слобода окупљања са својим поступцима против Варшавске параде поноса. Следеће параде поноса у Варшави су протекли као мирнији догађаји.
Организатори параде поноса у Москви су били сигурни да ће одлука Европског суда за људска права бити позитивна. До сада се у Европском суду за људска права налази 175 предмета у току решавања. Дана 17. септембра, Европски суд за људска права је дао Русији да до 20. јануара 2010. године, одговори на забране маршева и парада у Москви 2006, 2007 и 2008. Касније, на захтев руских власти, овај рок је продужен до 20. фебруара. Меморандум руских власти инсистирао је на томе да су све јавне активности параде поноса забрањене у потпуности у складу са захтевима Европске конвенције о људским правима и основним слободама. Меморандумом је назначено да московске власти нису могле да гарантују безбедност учесника на јавним догађајима у јер имају противљење већине становништва. Такође, Меморандум се односио на неколико одлука Европског суда правде у вези са ограничењем права на слободу изражавања на основу кршења "јавног морала", подузете у 1970-им и 1980-им годинама.
У својој пријави Европском суду за људска права, подносиоци захтева инсистирају на томе да је забрана од 27. јуна 2007. године и његова даља потврда у руским судовима прекршила велики број чланова Европске конвенције, укључујући и члан 11 (право на слободу окупљања), члан 14 (забрана дискриминације) у вези са чланом 11 и чланом 13 (право на судску заштиту).
Европски суд за људска права је 21. октобра 2010. године донео пресуду. Једногласна одлука је да је дошло до повреде чланова 11, 13 и 14 Европске конвенције о људским правима. Суд је нагласио да ако је остваривање права на мирно сазивање и удруживање од стране мањинске групе условљено његовим прихватањем од стране већине, то би било некомпатибилно с вредностима Конвенције. Суд је донео одлуку да Русија треба да исплати Николају Алексејеву 12.000 ЕУР у вези са нематеријалном штетом и 17.510 ЕУР за судске трошкове и издатке.

### Стратегија видљивости
Московска парада поноса је активистима пружила широк приступ масовним медијима и масивну медијску покривеност. Парада поноса је 2009. године је коментарисала: "Циљ је да се изазове у потпуности срам код владе ако покушају да нас ухапсе или дозволе неофашистима да нас нападну." - рекао је Еди Тајер неколико дана пре одржавања параде поноса.
Његове речи о његовом учешћу на паради: "После изречене казне или две похвале храбрости руских и белоруских ЛГБТ активиста, почео сам да причам о томе како би полицијски напад на геј и лезбијска права требало да буде брига свих Руса, јер је то напад на њихове демократске слободе. У том тренутку, полицајци ОМОХа су ме зграбили и одвукли, што је било много ефикасније од било каквих речи које сам могао рећи". 
Касније: "Четврта годишња парада поноса у Москви имала је неквалификовани успех, а политичке тачке његових организатора су се емитовале широм света, што само може помоћи у изолацији анти-геј режима".
Питер Татчел је говорио о циљевима медијске видљивости: "Руски медији су прошле недеље много извештавали о геј проблемима, што је знатно повећало јавну свест и разумевање за геј људе. И полако рушимо хомофобичне ставове. Кроз овакву медијску видљивост, ми помажемо у нормализацији геј постојања. Након наших сукцесивних геј протеста у Москви од 2006. године, људи су мање шокирани због хомосексуалности. Дуг пут нас још чека, али постепено освајамо срца и умове, поготово међу млађим Русима. (...) Исто је било током читаве историје. Директна акција је била и од стране радикалних активиста попут Махатме Гандија и Мартина Лутера Кинга који су најјасније и ефективније преокренули неправду. Применивши њихове тактике, координатори словеначке параде поноса, ухватили су у коштац Руске и Московске власти. (...) Све у свему, била је ПР катастрофа за руску и московску власт, осигуравајући да ће Песма Евровизије 2009 бити заувек повезана са полицијском бруталошћу, хомофобијом владе и потискивањем мирног протеста ".
Уместо тога, Николај Баев је у јулу 2009. коментарисао могуће последице "мирног лобирања": "У Виљнусу, литвански Сеимас, представничко тело грађана и носилац законодавне власти, је усвојио Предлог закона о забрани било какве дискусије о хомосексуалности у школама и свака "геј пропаганда " у медијима је постала незаконита. Већина литванских посланика су у уторак поништили свој председнички вето. (...) Такође ове недеље, украјинско Министарство културе забранило је филм Бруно због своје "хомосексуалне пропаганде". (...) Летонија и Пољска нису ни мање хомофобична друштва него Литванија, Украјина и Русија. Али већ почетком 2000. године геј активисти из Пољске и Летоније су изабрали апсолутно другачију стратегију видљивости ЛГБТ-а. Прво у Пољској, затим у Летонији, организоване су Параде поноса - најјачи и најефикаснији геј догађаји, како у медијима, тако и у у политици. Латвијски и пољски активисти су успоставили врло тешку правну и политичку борбу против хомофобичних забрана од стране локалних судова и власти. Сада се Параде поноса одржавају у Риги, Варшави и Кракову. Истовремено, ни у Летонији нити у Пољској нису усвојени такви срамни закони који уводе хомофобну цензуру као што је увео литвански парламент".